# Bednarki
Bednarki – osada w Polsce położona w województwie warmińsko-mazurskim, w powiecie ostródzkim, w gminie Ostróda. W latach 1975–1998 miejscowość administracyjnie należała do województwa olsztyńskiego.
Bednarki to wieś mazurska, położona w malowniczym krajobrazie Parku Krajobrazowego Wzgórz Dylewskich, z zachowanym parkiem bukowym oraz z aleją kasztanowców, otoczona polami i młodoglacjalnymi pagórkami. Przez wieś przebiega czerwony szlak rowerowy. We wsi znajduje się dawny folwark, stadnina koni oraz brukowana droga o długości ok. 1,5 km.

## Historia
W 1789 r. była to wieś szlachecka we władaniu rodu Zajączków, nazywana była Bednarkowem i należała do parafii katolickiej w Ostródzie a ewangelickiej w Kraplewie. W tym czasie we wsi było sześć domów. Według danych z 1910 r. obszar dworski obejmował powierzchnię 1023 ha. W tym czasie wieś zamieszkiwało 166 osób, w tym 58 Polaków. W 1925 r. wieś obejmowała 829 ha i była zamieszkana przez 223 osoby. W 1993 r. we wsi było 160 mieszkańców, natomiast w 1939 r. - 151.
W czasach PRL we wsi funkcjonował PGR.
W Bednarkach od 2002 roku działała Stadnina Koni, prowadzone przez Tadeusza Kotwickiego.